# Vincent Alfred Baron
Pour les articles homonymes, voir Vincent Baron (théologien) et Baron.
Vincent Alfred Baron (né Vincent Alfred Acarie dit Baron le 11 juin 1820 à Meximieux (Ain) et mort le 5 mai 1892 à Paris 9e, est un sculpteur et acteur français.

## Biographie
Fils d'un peintre de panoramas, Vincent Alfred Baron vient à Paris, à l'âge de quinze ans, avec son père. Il suit les cours de l'École de dessin[Laquelle ?], est élève de Jules Ramey et de Georges Jacquot et entre aux Beaux-Arts de Paris, le 2 octobre 1837. Au bout de quelques années il s'adonne à l'art dramatique et est admis au Conservatoire. Après avoir débuté, en 1841, au théâtre de l'Odéon, il est engagé, en 1845, à l'Ambigu, puis, en 1847, à la Gaîté, et, en 1852, à la Porte Saint-Martin dont son beau-frère, Marc Fournier, est alors directeur. Il y devient chef du matériel. Entre temps, il poursuit son activité de sculpteur. De 1849 à 1861, il participe à quatre Salons où il expose plusieurs médaillons. 

## Œuvres
- Un cadre renfermant les médaillons en plâtre de M. A. d'Houdetot, de ses enfants, de M. Dumont, de M. B…, de Mme D… et de M. Edmond Auduit, Salon de 1849 (no 2100).
- Portrait de Mme Clarisse Robert, Salon de 1849 (no 2101).
- Portrait de feu Debureau, Salon de 1849 (no 2102).
- Portrait de M. Cabarus ; Portrait de M. Lireux ; Portrait de Mlle de Vienne, trois médaillons en plâtre, Salon de 1857 (no 2727).
- Portrait du docteur Charles Caron du Villards ; Portrait de M. Louis Vézu ; Portrait de M. D…, trois médaillons en plâtre, Salon de 1859 (no 3071).
- Portrait de M. L. Craven ; Portrait du général comte de Bourtoulin ; Portrait d'enfant, trois médaillons, Salon de 1861 (no 3160).